# Persone di cognome Francis
| Questa pagina contiene informazioni ricavate automaticamente dalle voci biografiche con l'ausilio del template Bio e di un bot. L'aggiornamento è periodico e automatico e ricostruisce completamente la pagina. Se manca una persona in questa lista, sei pregato di non aggiungerla, ma accertati piuttosto che la sua voce biografica contenga il template Bio e che i dati anagrafici siano correttamente compilati. Se il template Bio manca, inseriscilo tu stesso o, in alternativa, metti l'avviso {{tmp\|Bio}} che ne segnala la mancanza. Se i dati riportati sono sbagliati, correggi direttamente la voce biografica; le modifiche saranno visibili in questa lista entro pochi giorni. Per chiarimenti vedi il progetto antroponimi. La lista contiene solo le 61 persone che sono citate nell'enciclopedia e per le quali è stato implementato correttamente il template Bio. Pagina aggiornata al 23 lug 2025. |

Questa è una lista di persone presenti nell'enciclopedia che hanno il cognome Francis, suddivise per attività principale.

## Allenatori di calcio(1)
- Caleb Francis, allenatore di calcio e ex calciatore norvegese (n. 1968)

## Allenatori di sci alpino(1)
- Kevin Francis, allenatore di sci alpino e ex sciatore alpino statunitense (Bend, n. 1982)

## Atleti paralimpici(1)
- Heath Francis, atleta paralimpico australiano (Newcastle, n. 1981)

## Attori(3)
- Robert Francis, attore statunitense (Glendale, n. 1930 - Burbank, † 1955)
- Daniel Francis, attore britannico
- Leigh Francis, attore britannico (Leeds, n. 1973)

## Attori teatrali(1)
- Tom Francis, attore teatrale britannico (Thorpe Morieux, n. 1999)

## Attrici(4)
- Genie Francis, attrice statunitense (Englewood, n. 1962)
- Evelyn Francis, attrice statunitense
- Kay Francis, attrice statunitense (Oklahoma City, n. 1905 - New York, † 1968)
- Noel Francis, attrice statunitense (Temple, n. 1906 - Los Angeles, † 1959)

## Calciatori(8)
- Abu Francis, calciatore ghanese (Accra, n. 2001)
- Damien Francis, ex calciatore giamaicano (Londra, n. 1979)
- Gerry Francis, ex calciatore e allenatore di calcio inglese (Londra, n. 1951)
- Jevon Francis, ex calciatore nevisiano (n. 1983)
- Shaun Francis, ex calciatore giamaicano (Mandeville, n. 1986)
- Simon Francis, ex calciatore inglese (Nottingham, n. 1985)
- Steve Francis, ex calciatore inglese (Billericay, n. 1964)
- Trevor Francis, calciatore e allenatore di calcio inglese (Plymouth, n. 1954 - Marbella, † 2023)

## Cantanti(2)
- Connie Francis, cantante e attrice statunitense (Newark, n. 1937 - Pompano Beach, † 2025)
- Jah Lloyd, cantante, disc jockey e beatmaker giamaicano (Point Hill, n. 1947 - Kingston, † 1999)

## Cardinali(1)
- Sebastian Francis, cardinale e vescovo cattolico malese (Johor Bahru, n. 1951)

## Cestiste(1)
- Cayla Francis, cestista australiana (Mount Barker, n. 1989)

## Cestisti(5)
- Greg Francis, cestista e allenatore di pallacanestro canadese (Toronto, n. 1974 - Oshawa, † 2023)
- Steve Francis, ex cestista statunitense (Takoma Park, n. 1977)
- Akeem Francis, ex cestista americo-verginiano (Saint Croix, n. 1983)
- Daeshon Francis, cestista statunitense (Indianapolis, n. 1996)
- Torin Francis, ex cestista statunitense (Boston, n. 1983)

## Criminali(1)
- Willie Francis, criminale statunitense (St. Martinville, n. 1929 - St. Martinville, † 1947)

## Diplomatici(1)
- Dennis Francis, diplomatico trinidadiano (n. 1956)

## Direttori d'orchestra(1)
- Michael Francis, direttore d'orchestra britannico (n. 1976)

## Direttori della fotografia(1)
- Freddie Francis, direttore della fotografia e regista britannico (Islington, n. 1917 - Isleworth, † 2007)

## Dirigenti sportivi(1)
- Andres Gerber, dirigente sportivo e ex calciatore svizzero (Belp, n. 1973)

## Disc jockey(2)
- Dillon Francis, disc jockey, produttore discografico e comico statunitense (Los Angeles, n. 1987)
- Sophie Francis, disc jockey, musicista e produttrice discografica olandese ('s-Hertogenbosch, n. 1998)

## Giocatori di football americano(3)
- Sam Francis, giocatore di football americano e allenatore di football americano statunitense (Dunbar, n. 1913 - Springfield, † 2002)
- James Francis, ex giocatore di football americano statunitense (Houston, n. 1968)
- Joe Francis, giocatore di football americano statunitense (Honolulu, n. 1936 - Hawaii, † 2013)

## Hockeisti su ghiaccio(1)
- Ron Francis, ex hockeista su ghiaccio e dirigente sportivo canadese (Sault Sainte Marie, n. 1963)

## Hockeisti su prato(1)
- Ranganathan Francis, hockeista su prato indiano (Rangoon, n. 1920 - Madras, † 1975)

## Ingegneri(2)
- Alf Francis, ingegnere e progettista polacco (Danzica, n. 1918 - Oklahoma City, † 1983)
- James B. Francis, ingegnere inglese (Southleigh, n. 1815 - Lowell, † 1892)

## Piloti di rally(1)
- Renārs Francis, copilota di rally lettone (n. 1978)

## Pittori(1)
- Sam Francis, pittore statunitense (San Mateo, n. 1923 - † 1994)

## Politici(2)
- Philip Francis, politico irlandese (Dublino, n. 1740 - Londra, † 1818)
- William Francis, politico statunitense (Updegraff, n. 1860 - Wheeling, † 1954)

## Rapper(1)
- Sage Francis, rapper statunitense (Miami, n. 1976)

## Registi(3)
- Coleman Francis, regista, attore e produttore cinematografico statunitense (Oklahoma, n. 1919 - Hollywood, † 1973)
- Joe Francis, regista e produttore cinematografico francese
- Justin Francis, regista e fotografo statunitense (New York)

## Rugbisti a 15(3)
- Neil Francis, ex rugbista a 15 e giornalista irlandese (Dublino, n. 1964)
- Piers Francis, rugbista a 15 inglese (Gravesend, n. 1990)
- Tomas Francis, rugbista a 15 britannico (York, n. 1992)

## Scrittori(1)
- Dick Francis, scrittore britannico (Lawrenny, n. 1920 - Grand Cayman, † 2010)

## Supercentenarie(1)
- Elizabeth Francis, supercentenaria statunitense (Parrocchia di Saint Mary, n. 1909 - Houston, † 2024)

## Velociste(1)
- Phyllis Francis, velocista statunitense (New York, n. 1992)

## Velocisti(2)
- Javon Francis, velocista giamaicano (n. 1994)
- Samuel Francis, ex velocista nigeriano (Port Harcourt, n. 1987)

## Vescove anglicane(1)
- Helen-Ann Hartley, vescova anglicana britannica (Edimburgo, n. 1973)

## Wrestler(2)
- Ed Francis, wrestler e imprenditore statunitense (Chicago, n. 1926 - Overland Park, † 2016)
- Top Dolla, wrestler e ex giocatore di football americano statunitense (Washington, n. 1990)